# Marisa Abad
Marisa Abad (Alcoi, 13 de maig de 1947) és una presentadora de televisió espanyola, i que va aconseguir gran popularitat en els anys 70 i 80. La major part de la seva carrera es va desenvolupar en Televisió Espanyola.

## Biografia
Va treballar com a infermera fins que es va casar en 1968. En 1972 va fer els seus primers passos com a model publicitària, professió que exerciria durant tres anys i mig. Generalment li encomanaven papers de mestressa de casa, anunciant productes de neteja i cuina. Va posar imatge entre altres productes al detergent Dixán i als cacauets Antiu Xixona.
Més endavant va debutar com a hostessa del concurs La gran ocasión, el 1973, junt amb Miguel de los Santos. En 1974 participà a ¡Señoras y señores!, espai de varietats, en la versió dirigida per José María Quero. A mitjan 70 va ser una de les noves incorporacions a l'equip de locutors de continuïtat, juntament amb Isabel Borondo, Lola Martínez, etc.
Va presentar el concurs Gente joven, entre 1975 i 1978, el magazín Gente del sábado, amb Tico Medina en 1977, el programa 300 millones a començaments de 1979 o 625 líneas aquell mateix any. El 1980, compartí la presentació del magazín Cosas amb Joaquín Prat i Mònica Randall. i el 1981, junt amb Jesús María Amilibia es va posar al capdavant del primer programa de tafaneries en la història de la televisió en Espanya, titulat Bla, bla, bla.
També va presentar el 1984 un programa sobre la travessa hípica Al galope, al costat de Daniel Vindel i el programa sobre cinema De película el 1988.
Des de 1990 és reconeguda sobretot per la seva veu, perquè va retransmetre, fins a la seva jubilació anticipada el 2007, els sortejos de loteria nacional, i molt especialment se la identificava amb la retransmissió, cada 22 de desembre, del Sorteig Extraordinari de Loteria de Nadal.
Referent a la seva vida personal, va contreure matrimoni als 20 anys amb Alejandro Hernández, executiu d'una financera. Van tenir tres fills: Alejandro, Belén i Sergio. El matrimoni es va separar a mitjan anys vuitanta.

## Premis
Se li van concedir un dels premis Ondas 1978 i un TP d'Or 1980 pel programa Cosas.